# Wesley Safadão
Wesley Oliveira da Silva (Fortaleza, 6 de septiembre de 1988), más conocido como Wesley Safadão, es un cantante, productor musical, empresario y presentador brasileño. Inició su carrera en 2003, al frente de la banda Garota Safada y, a partir de 2007, ganó notoriedad en la región noreste, y pronto pasó a tener proyección nacional, actuando en todas las regiones de Brasil. En la banda lanzó siete álbumes de audio y dos álbumes de video, trayendo sencillos conocidos como "Tentativas Em Vao", "Disco Voador" y "Vai Esperar".
En 2015, lanzó su primer álbum en solitario, Ao Vivo em Brasilia, certificado doble platino por vender más de 160.000 copias, colocando el sencillo "Camarote" entre los más tocados del país. En su carrera como solista, lanzó canciones de gran éxito como "Coração Machucado", "Meu Coração Deu Pt", "Ninguém É de Ferro" y "Ar Condicionado no 15", y colaboró con varios artistas generando grandes éxitos como "Aquele 1%" y "Me rompiste el corazón", entre otros. En 2017, lanzó el álbum WS In Miami Beach, grabado en Miami Beach. En noviembre de 2018 realizó su primer crucero, el WS On Board. Desde 2015, tiene una de las tarifas más caras de Brasil, junto con Roberto Carlos, Jorge & Mateus e Ivete Sangalo.

## Biografía
Nacido en Fortaleza, Ceará, Wesley Oliveira da Silva vivió la mayor parte de su vida en el barrio Serrinha, siempre recordado por el músico. Hijo de Ceará Maria Valmira Silva de Oliveira, conocida como Dona Bill, y Wellington Nonato da Silva, es el menor de otros dos hermanos: Yvens Watila y Wellington Silva.
A los tres años tuvo una neumonía severa que lo dejó en el hospital unos días y su madre le hizo la promesa de que si se recuperaba tendría que dejarse crecer el pelo hasta el hombro. Así se hacía e incluso se lo cortó unas cuantas veces después del juramento, pero desde el principio de su adolescencia mantuvo el pelo largo. Desde pequeño soñaba con ser futbolista. A los 10 años ya entrenaba en la escuela del Ceará Sporting Club y sus padres imaginaron que seguiría esa carrera. Acompañó a su madre a algunos conciertos de la banda Garota Safada y poco a poco se interesó por la música.

## Carrera
La trayectoria del artista comenzó en 2007, cuando se profesionalizó una obra hasta entonces familiar. La banda fue creada por la familia de Wesley Safadão y reunió a sus hermanos y primos, todos impulsados por muchos sueños. Apasionados por la música, invirtieron sus pequeños ahorros y buscaron ayuda donde no la tenían para continuar con el proyecto Banda Garota Safada – que poco a poco ganó notoriedad en el mercado artístico de la ciudad de Fortaleza, Ceará. Con un ritmo más rápido y un carisma que solo posee Wesley Safadão, ganó cada vez más espacio en el Nordeste, conquistando la región y luego haciendo lo mismo en el Norte. Hoy el artista y su banda tienen un promedio mensual de 25 presentaciones.
Otro gran punto en la carrera de Wesley Safadão y Banda Garota Safada fue su debut en la televisión. En 2010, el artista hizo su primera aparición en un programa con exhibición nacional sobre Domingão do Faustão, en la Rede Globo. Luego, volvió a los escenarios de Fausto Silva en menos de seis meses debido a la aclamación popular y mostró ocho temas en vivo. En 2015, Wesley lanzó el sencillo "Camarote", que pasó más de 600 días entre las 100 canciones más compradas en iTunes. El video musical de la canción tiene más de 170 millones de visitas en YouTube. En el mismo año, el cantante hizo una aparición especial en la canción "Aquele 1%" del dúo Marcos y Belutti y grabó un clip con Ivete Sangalo titulado "Parece Que O Vento", que está en su DVD Ao Vivo em Brasília, lanzado en noviembre de 2015. En 2016, lanza dos álbumes "Duetos" y "WS Em Casa" que cuenta con el jugador Ronaldinho Gaúcho y el dúo Matheus e Kauan. En 2017, participó en la canción "Você Partiu Meu Coração" del cantante de funk Nego do Borel y con la cantante Anitta. En el 2018, lanzó su nuevo sencillo "Ar Condicionado No Quinze". En abril, lanzó "Romance Com Safadeza" con la participación de la cantante Anitta.